# Bundesstrasse 266
Bundesstrasse 266 är en förbundsväg i Tyskland. Vägen går ifrån Simmerath till Linz am Rhein via bland annat Euskirchen. Vägen går i förbundsländerna Nordrhein-Westfalen och Rheinland-Pfalz och är omkring 95 kilometer lång. Vägen använder sig av motorvägarna A61 och A573 på sträckan Rheinbach till Bad Neuenahr-Ahrweiler.